# Oficina de Transferencia de los Resultados de la Investigación
Las siglas OTRI se suelen usar para nombrar una "Oficina de Transferencia de los Resultados de la Investigación" en universidades españolas y organismos públicos de investigación.

## Misión
Las OTRIs forman parte de las entidades de interfaz o estructuras de interrelación (EDI) dentro del Sistema de Ciencia y Tecnología o Sistema de Innovación de un territorio.
Las EDI son intermediarias en el sistema ciencia-tecnología-empresa, y su misión consiste en dinamizar las relaciones entre los agentes del sistema.
Las OTRIs, adscritas a universidades y a centros públicos de investigación, tienen como misión promover y dinamizar la cooperación entre los grupos de investigación y el sector productivo, así como la valorización y transferencia de tecnología y resultados de investigación al entorno productivo y a la sociedad en su conjunto (tercera misión de la universidad).

## Origen
Las Oficinas de Transferencia de Resultados de Investigación (OTRI) nacieron a finales de 1988 como estructuras para fomentar y facilitar la cooperación en actividades de I+D entre investigadores y empresas, tanto en el marco nacional como europeo. Años más tarde, por Orden de 16 de febrero de 1996, publicada en el B.O.E. de 23 de febrero, se les otorgó carácter oficial con la creación de un Registro Oficial de OTRI en la Comisión Interministerial de Ciencia y Tecnología.

## Labores
Entre las tareas que desarrollan las OTRIs se incluyen:
- Gestión de la Propiedad Industrial e Intelectual generada en las universidades y centros de investigación, protección de los resultados mediante patente, modelo de utilidad, diseño industrial, variedad vegetal, registro de software, etc.
- Gestión de Proyectos de investigación colaborativa (I+D colaborativa) con empresas y entidades externas
- Apoyo en la Creación de Empresas Basadas en el Conocimiento (EBCs), Empresas de Base Tecnológica (EBTs), Spin-offs
- Negociación de acuerdos con empresas y entidades externas (acuerdo de consorcio, acuerdo de transferencia de materiales, acuerdo de confidencialidad, acuerdo de licencia, etc.
- Negociación de convenios y contratos de investigación y prestación de servicios con empresas
- Gestión de proyectos internacionales de I+D
- Promoción y comercialización de los resultados y de las capacidades de los grupos de investigación